# Squid (oprogramowanie)

LAMP (tutaj ze Squid jako pamięcią podręczną sieci). Wysokowydajne i wysokodostępne rozwiązanie dla nieprzyjaznych środowisk bazujące na GNU/Linuksie.

Squid – oprogramowanie serwera pośredniczącego (ang. proxy) rozwijane na wolnej licencji.

## Funkcjonalność
Squid obsługuje:
- pośrednictwo dla protokołów HTTP/1.0 (HTTP/1.1 nie jest w pełni zaimplementowany), FTP i (w ograniczonym zakresie) HTTPS
- buforowanie protokołów HTTP, FTP i Gopher
- buforowanie DNS
- protokoły IPv6 (w wersji rozwojowej 3.1 i nowszej[2]), ICP, ICAP, NTLM

Dzięki wdrożeniu serwera Squid można uzyskać:
- odciążenie lokalnych serwerów HTTP i DNS
- zmniejszenie czasu dostępu do danych z Internetu
- zmniejszenie obciążenia łączy internetowych
- większą anonimowość użytkowników
- możliwość kontroli i wprowadzenia ograniczeń w dostępie do zasobów Internetu

Istnieje możliwość rozszerzenia funkcjonalności do filtrowania stron pornograficznych lub innych szkodliwych po zintegrowaniu z oprogramowaniem DansGuardian.

## Platformy programistyczne
Squid jest dostępny dla wielu systemów operacyjnych:
- AIX
- BSDI
- DragonFly BSD
- FreeBSD
- HP-UX
- IRIX
- Linux
- OS X
- Microsoft Windows (NT, 2000, XP, 2003, Vista)
- NetBSD
- NeXTStep
- OpenBSD
- OS/2
- Tru64
- SCO UNIX
- Solaris